# 3 Nights
3 Nights is de debuutsingle van de Amerikaanse zanger Dominic Fike uit 2019. Het stond als eerste track op de EP Don't Forget About Me, Demos.

## Achtergrond
3 Nights is geschreven door Kevin "Capi" Carbo en Dominic Fike en geproduceerd door Capi. Het is een popnummer dat gaat over verliefd zijn en hoe de prille relatie vervolgens verloopt. Tijdens dit proces verblijft hij drie nachten in een motel. Pas zes maanden na het uitbrengen van de single werden er videoclips voor het nummer gemaakt. In de officiële videoclip zijn beelden te zien van de zanger waarin in hij in een auto aan het rijden is met zijn vrienden en met zijn vriendin is. Deze muziekvideo is gemaakt door Nathan Rickard. De tweede onofficiële clip begint met een dialoog van de zanger, waarna hij door de straat begint te rennen en op bongo's speelt. Deze clip is gemaakt door Kevin Abstract. De single heeft in Nederland de gouden status.

## Hitnoteringen
De single had in veel landen een trage start qua populariteit, maar na het uitbrengen van de videoclip steeg het erg in de lijsten waar het in stond. Het kwam in het Verenigd Koninkrijk en in Australië tot de derde positie, de hoogste positie waar het op heeft gestaan. Andere toptiennoteringen waren in Nieuw-Zeeland en in de Nederlandse Top 40. In de laatstgenoemde lijst was het maar liefst 26 weken te vinden. In Nederland was het ook te vinden in de Single Top 100; het stond 32 weken in die lijst met de twaalfde plaats als hoogste positie. In België was het lied minder succesvol. Beide hitlijsten werden niet gehaald, maar in zowel Vlaanderen als Wallonië bleef het steken in de respectievelijke Ultratip-lijst.